# Kenessey Jenő
Kenessey Jenő (Budapest, 1905. szeptember 13. – Budapest, 1976. augusztus 19.) Kossuth-díjas magyar zeneszerző és karmester.

## Élete
Kenesei Jenő Hugó államvasúti hivatalnok és Katzer Paulina fia. Az érettségi után jogot tanult és ezzel párhuzamosan beiratkozott a Nemzeti Zenedébe, ahol Lajtha László (1892–1963) zeneszerzésre, Sugár Viktor (1872–1942) orgonajátékra tanította. 1928-ban aztán felvették a Liszt Ferenc Zeneakadémiára, ahol Siklós Albert (1878–1942) tanítványa lett zeneszerzés szakon. Tanulmányi előmenetelének köszönhetően hamarosan állami ösztöndíjban részesült és lehetősége nyílt rá, hogy külföldön képezze tovább magát. Milánóban és Rómában töltött egy évet, majd Bayreuth és Salzburg városába utazott. Mozart szülővárosában Franz Schalk (1863–1931) vezetésével végzett karmesteri tanulmányokat. 
1929-től korábbi tanára, Fleischer Antal (1891–1945) mellett a Magyar Királyi Operaház korrepetitora, 1937-től karmestere. Karmesterként Glazunov (1865–1936) Évszakok című balettjének vezénylésével mutatkozott be. Dirigensként későbbi munkássága alatt is főleg balettokat vezényelt és maga is több táncjáték zenéjét írta. 1945 és 1965 között az Operaház balettegyüttesének vezető karmestere volt.
Operaházi munkája mellett 1936-tól 1946-ig, majd 1957-ben a Műegyetemi Szimfonikus Zenekarnak volt vezető karmestere. 1949-től a Ganz Mávag és a Vasas Szakszervezet közös amatőr zenekarának dirigenseként is tevékenykedett (ez a zenekar a Vasas Művészegyüttes Szimfonikus Zenekarának elődje volt). Sokat tett az együttes művészi rangjának elismeréséért.
Mindeközben sűrűn vállalt külföldi vendég szerepléseket is: Németországban, Finnországban, Olaszországban, valamint Romániában aratott nagy sikereket koncertjeivel. Az Operaház balettegyüttesét vendégszerepeléseire is gyakran elkísérte és ezen külföldi utak alkalmából is nagy sikereket aratott. Munkásságáért az állam többször is kitüntette: 1952-ben érdemes művész lett, 1953-ban odaítélték neki a Kossuth-díjat, két évvel később pedig a Munka Érdemrendet nyerte el. 1966-ban SZOT-díjjal jutalmazták.
Házastársa Vedrődi Katalin volt, akit 1934. augusztus 8-án Budapesten, a Ferencvárosban vett nőül.
Sírja a Farkasréti temetőben található [37/1/VI–1–35].

## Munkássága
Kenessey az 1920-as években kezdett komponálni.1926-ban egy operettjét mutatták be, a következő évben jelent meg opus 1-es Három zongoradarabja. Érettebb művei a harmincas évektől keletkeztek. Ekkor hangszerelte meg Hubay Jenő hegedűre és zongorára írt Csárdajeleneteit, amelyek kiegészítéseivel 1951-ben írta meg Keszkenő című balettjét. Műveinek túlnyomó többsége táncjáték. Elsősorban a magyar balettirodalomban megújításáért folytatott tevékenységével szerzett érdemeket. A már említett Keszkenővel és a Bihari nótájával ő számít Farkas Ferenc mellett a magyar historizáló balett egyetlen képviselőjének. Mint zenei dramaturg elsősorban az ábrázoló részletek és a színpadi mozgástípusokban gazdag zene érdekelte. Ez meglátszik Az arany meg az asszony című operáján is, amely a szerző egyetlen műve a műfajban.
Kenessey határozott és jellegzetes alkotóművész volt, akit egyesek a posztimpresszionista jelzővel illetnek. Hangszerelése franciás volt, ezt társította latinosan tiszta formaalkotásával. Ritmikájában és harmónia világában mai, de a hagyományokat tisztelő zenei nyelvezetet alakított ki. Színpadi művei mellett írt zenekari, kamarazenei darabokat, szólókantátákat, kórusműveket és dalokat is. Több táncjátéka jellegzetes zenei motívumaiból, illetve operájának nyitányából szimfonikus, zenekari változatot is készített.

## Főbb művei
- Balettok
  - Monmarte 1931
  - Csizmás Jankó 1937
  - Enyém a vőlegény 1938
  - Majális 1948
  - Keszkenő 1951
  - Bihari nótája 1954
- Operett
  - Modell 1926
- Opera
  - Az arany meg az asszony 1942, ősbem. 1943
- Zenekari művek
  - Táncimpressziók (szvit) 1931
  - Falusi képek (szvit) 193
  - Divertimento 1945
  - Sárközi táncok 1953
- Kamaradarabok, hangszerszólók
  - Három zongoradarab, op. 1, 1927
  - Kvintett 1963
  - Divertimento brácsára és hárfára 1963
  - Verbunkos 1934
  - Gopak 1934
  - Menyasszonytánc és verbunkos 1937
- Kantáták és kórusművek:
  - Kuruc bordalok (férfikar) 1946
  - Bocsásd meg Úristen 1946
  - Prométheusz és a kovácsok 1960
- Dalok